# Gravsjön, Halland
Gravsjön är en sjö på gränsen mellan Västergötland och Halland i Härryda och Mölndals kommuner. Den ingår i Kungsbackaåns huvudavrinningsområde. Sjön är 14 meter djup, har en yta på 0,502 kvadratkilometer och är belägen 61,6 meter över havet. Sjön avvattnas av vattendraget Nordån.

## Delavrinningsområde
Gravsjön ingår i det delavrinningsområde (639585-128263) som SMHI kallar för Utloppet av Gravsjön. Medelhöjden är 81 meter över havet och ytan är 2,8 kvadratkilometer. Räknas de 7 avrinningsområdena uppströms in blir den ackumulerade arean 30,72 kvadratkilometer. Nordån som avvattnar avrinningsområdet har biflödesordning 2, vilket innebär att vattnet flödar genom totalt 2 vattendrag innan det når havet efter 25 kilometer. Avrinningsområdet består mestadels av skog (62 procent). Avrinningsområdet har 0,5 kvadratkilometer vattenytor vilket ger det en sjöprocent på 18 procent. Bebyggelsen i området täcker en yta av 0,53 kvadratkilometer eller 19 procent av avrinningsområdet.